# Kavaratti
Kavaratti este un oraș în India.